# Criptomorfismo
En matemáticas, dos objetos, especialmente sistemas de axiomas, son llamados criptomorfos si son equivalentes pero no obviamente equivalentes. Esta palabra es un derivado de los múltiples morfismos en matemáticas, pero el "criptomorfismo" está solo vagamente relacionado al concepto de "isomorfismo","homomorfismo" o "morfismo". La equivalencia puede considerarse posible en un sentido informal, o puede ser formalizada en términos de una biyección o una equivalencia de categorías entre los objetos matemáticos definidos por los dos sistemas axiomáticos criptomorfos. 

## Etimología
El término fue acuñado por Garret Birkhoff antes de 1967, a fin de emplearlo en la tercera edición de su libro Laticce Theory. Birkhoff no dio una definición formal del término, aunque otros investigadores del mismo campo han tratado de hacerlo en diversas ocasiones. 

## Uso en teoría de matroides
El uso en sentido informal del término fue popularizado (y ampliamente divulgado) por Gian-Carlo Rota en el contexto de teoría de matroides. Se expone que existen docenas de equivalentes axiomáticos para un matroide, pero que dos sistemas de axiomas diferentes a menudo se ven muy diferentes.
Rota describe así esta situación en su libro Indiscrete Thoughts, publicado en 1997:

Como muchas otras grandes ideas, la teoría de matrices fue inventada por uno de los grandes pioneros americanos, Hassler Whitney. Su obra, que sigue siendo a día de hoy la mejor aproximación al campo de estudio, demuestra flagrantemente la particular peculiaridad de este campo, la excepcional variedad de definiciones criptomorfas de un matroide, embarazosamente no relacionadas entre sí y que muestran una genealogía matemática completamente diferente. Es como si uno condensara todas las tendencias de las matemáticas actuales en una sola estructura finita, una hazaña que cualquiera consideraría imposible a priori si no fuera por el hecho de que los matroides existen.

Aunque hay muchos conceptos criptomorfos en matemáticas fuera de la teoría de matroides y el álgebra universal, la palabra no se ha popularizado entre la mayoría de matemáticos. Es, sin embargo, ampliamente usada entre investigadores del campo de la teoría de matroides. 